# Shewa
Shewa is een historische regio die centraal in het huidige Ethiopië ligt. Vroeger was het een autonoom koninkrijk binnen het Ethiopische keizerrijk, later een provincie (tot 1987/1991). De hedendaagse hoofdstad Addis Abeba ligt centraal in Shewa. Shewa dient niet verward te worden met Seba, een mythologisch koninkrijk in Yemen of noord-Ethiopië uit het Oude Testament.
De kern van Shewa wordt gevormd door een bergachtig plateau in het huidige centrum van Ethiopië. Net zoals elk ander hoogland was Shewa gemakkelijk te verdedigingen. De steden Debre Berhan, Antsokia, Ankober en Entoto dienden elk op een gegeven moment als hoofdstad.
Sinds ongeveer de zestiende eeuw vormde Shewa een onderdeel van het Ethopische rijk, maar pas in de negentiende eeuw werd er een sterk centraal gezag ingesteld in dit rijk (na de Zemene Mesafint, einde +/- 1850). Addis Abeba werd in 1891 de nieuwe hoofdstad van Ethiopië. Een groot deel van het noorden van Shewa werd bewoond door christelijke Amhara's, terwijl het uiterste zuiden werd bewoond door Gurages. In het centrum en het oosten van Shewa woonden veel Oromo en Argobba moslims.
Het klooster van Debre Libanos bevindt zich in het district Selale, in het noorden van Shewa.

## Geschiedenis
Er is weinig bekend over geschiedenis van Shewa vóór 1800.

### Tot 1800
Van de negende tot de dertiende eeuw bestond er een moslimkoninkrijk in (het oosten van het latere) Shewa: het sultanaat van Shewa (of Showa). Meer naar het noorden bevond zich het christelijke koninkrijk van Zagwe (tiende eeuw tot de dertiende eeuw): dit koninkrijk (Abessinië) zou later uitgroeien tot het Ethiopische keizerrijk. Vanaf 1270 werd het geregeerd door de Salomonsdynastie. Vanaf dan waren het de Habesha (Abessijnen) die de er de lakens uitdeelden.
In de veertiende eeuw was Shewa deel van het sultanaat van Ifat, ook een moslimstaat.
In de zestiende eeuw was Shewa nog steeds een moslimstaat en werd het net als het (christelijk) Abessinië veroverd door Ahmad ibn Ibrahim al-Ghazi van het koninkrijk Adal. Shewa werd een speelbal in de oorlog tussen Abessenië en Adal en zou uiteindelijk een (grotendeels autonoom) koninkrijk binnen Abessinië worden. Shewa vormde tot de negentiende eeuw het meest zuidoostelijke deel van Ethiopië.
In de volgende eeuwen kwam er een migratie van Oromo op gang naar het noorden. De Oromo vestigden zich voornamelijk in gebieden rond Shewa, zoals Welega, Arsi (beide nu in Oromia) en Wollo (nu in de regio Amhara). Het merendeel van de bevolking van Wollo bleef moslim (ondanks de ligging in de "christelijke" regio Amhara).

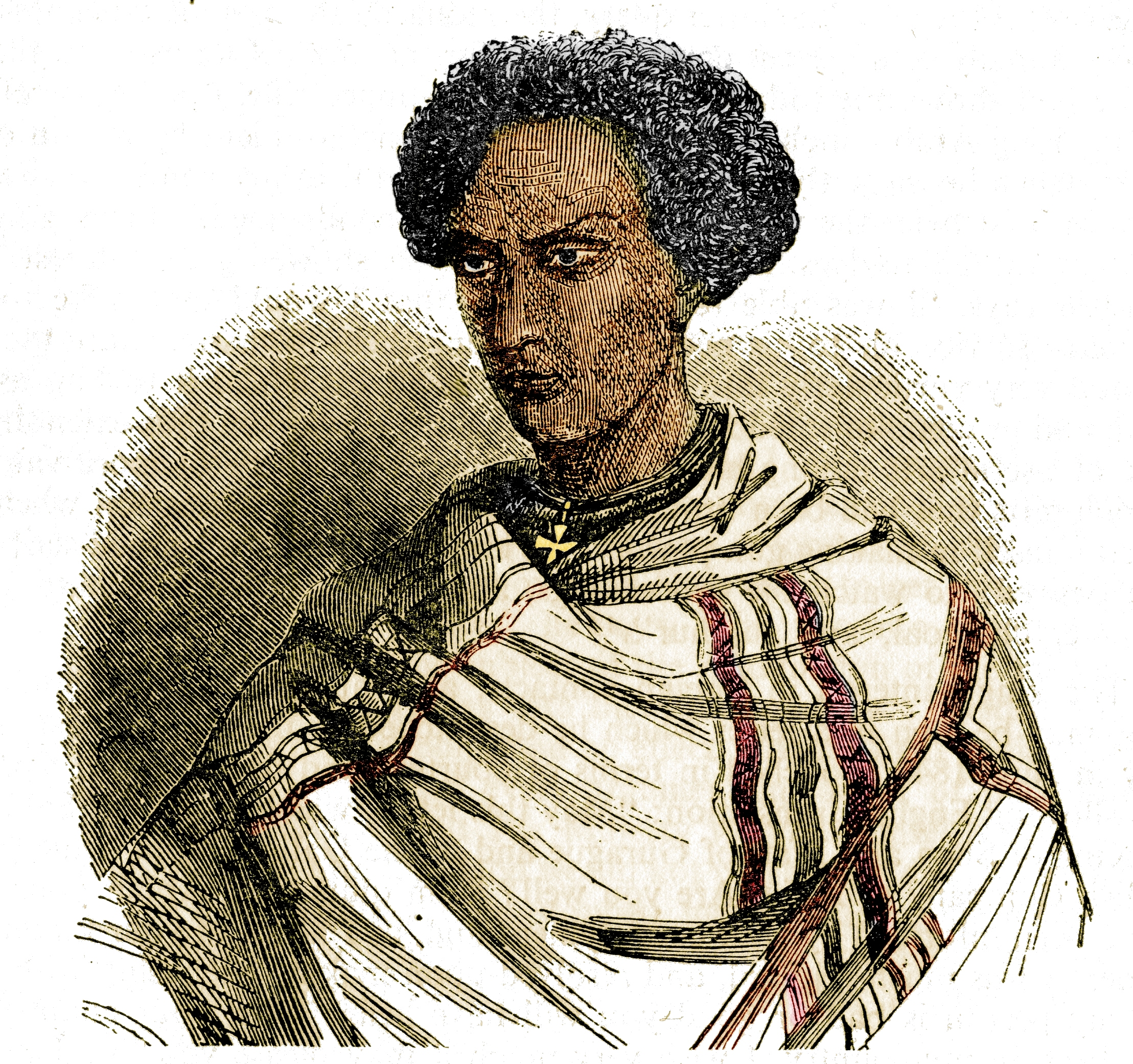
Koning van Shewa Sahla Sellase (1813-1847)

Aan het einde van de zeventiende eeuw kwam het bestuur van Shewa in handen van een Amhaarse dynastie. De eerste, Negasi Krestos, vestigde zijn autoriteit aanvankelijk rond Yifat, een streek in het noorden van Shewa. Deze dynastie werd beschouwd als een zijtak van de Salomonsdynastie (waarvan de Gondar-tak de belangrijkste bleef). Er kwam wel een sterkere rivaliteit tussen Shewa en Gondar binnen Abessinië.

### Negentiende eeuw
De Shewa-tak van de Salomonsdynastie bleef aan de macht in Shewa. Een van de belangrijkere koningen van Shewa was Sahle Selassie van Shewa (1813-1847). Zijn kleinzoon, ook koning van Shewa, zou in 1889 gekozen worden tot de nieuwe Ethiopische keizer, nadat de vorige (Yohannes IV) overleden was. Op dit moment werd de titel van "koning van Shewa" samengevoegd met die van "keizer van Ethiopië".
De migratie van Oromos naar het noorden (sinds de zestiende eeuw) versterkte de demografie van Shewa tegenover zijn rivaal Gondar (binnen het Ethiopische rijk). In de negentiende eeuw kregen de Oromo een zekere macht in Shewa, voornamelijk de Tulama-stam. Zo vormde de Oromo-heer Gobana Dacche (Ras Gobana) strategische allianties en kon hij via militaire weg Shewa uitbreiden naar het zuiden. Ethiopië in zijn geheel werd ook uitgebreid naar het oosten en het zuiden, waardoor Shewa in het centrum van het land kwam te liggen (in plaats van aan de zuidoostelijke rand).

### Twintigste eeuw

Provincies van Ethiopië in het begin van de twintigste eeuw

Shewa werd een gouvernement-generaal of provincie van de moderne Ethiopische staat. Sinds de eerste helft van de twintigste eeuw (of vroeger) sprak men over provincies. Deze provincies werden in 1942 bij wet vastgelegd. In 1974 werden deze omgevormd tot regio's. In 1981 werd Addis Abeba afgesplitst van Shewa. In 1987 werden dertig nieuwe regio's gecreëerd, waaronder Noord-Shewa, Oost-Shewa, Zuid-Shewa, West-Shewa en Addis Abeba.
In 1991 werden de oude provincies of regio's met de oude omschrijvingen afgeschaft en vervangen door nieuwe regio's die meer gebaseerd waren op de volkeren die in de regio's woonden. Voordien werden de afbakeningen van een provincie vaak zo gemaakt dat er verschillende volken samenwoonden; dit om de nationale eenheid te versterken. De oude provincie Shewa werd deel van de regio's Amhara, Oromia, SNNPR (o.a. de Gurage-zone), Afar en Addis Abeba, waarbij het grootse deel van Shewa naar Oromia (en in mindere mate) Amhara ging.